# کلاشنگیتسه
کلاشنگیتسه (به صربی: Klašnice) یک منطقهٔ مسکونی در صربستان است که در ناحیه پچینیا واقع شده‌است. کلاشنگیتسه ۲۳ نفر جمعیت دارد.